# Vincenzo De Cristo
Vincenzo De Cristo (Cittanova, 31 dicembre 1860 – Cittanova, 5 giugno 1928) è stato uno storico, archeologo e folclorista italiano.

## Biografia
Figlio del notaio Domenico De Cristo, patriota e umanista, e di Annunziata Marvasi, compì studi classici e si appassionò presto alla ricostruzione della storia e del folklore della Calabria e in particolare di Cittanova.
Sposò Giovanna Mosca di Tommaso che gli diede almeno sei figli.
Nel 1896, su proposta dell'onorevole Giuseppe Mantica, divenne professore honoris causa di lettere negli istituti secondari; grazie a lui sorsero in Calabria il primo museo didattico e la prima biblioteca scolastica. Nel 1907 fu vicepresidente del Congresso Magistrale Calabrese di cui, assente il presidente Alfredo Comandini, diresse i lavori.
Animalista, fondò una lega zoofila e pubblicò un'opera intitolata Difendiamo gli uccellini e gli altri animali innocenti e benefici, ricevendo per questa sua attività una medaglia d'argento dal Ministero della pubblica istruzione e l'approvazione della regina Margherita.
È stato fondatore e direttore dell'Osservatorio meteorologico di Cittanova, direttore dal 1919 al 1920 del Bollettino della Società Calabrese di Storia Patria (della Società fu anche segretario e amministratore) e della Galleria biografica delle Calabrie.
Fu nominato, su segnalazione e raccomandazione di Paolo Orsi, regio ispettore onorario di Scavi e Monumenti; in questa veste diresse personalmente gli scavi per ritrovare Althanum (città locrese posta nell'Appennino calabro), quelli presso la necropoli preellenica di Castellace e si preoccupò di far tutelare varie opere d'arte presenti in Calabria.
Nel 1926 contava fino a 100 pubblicazioni sugli argomenti più disparati: storia di Cittanova, archeologia, folklore, letteratura, pedagogia.

## Opere
- Prime memorie storiche di Cittanova, Potenza, Tip. Carlo Spera, 1882.
- Monografia del santuario di nostra signora della grotta presso bombile di Calabria Ultra Prima, Roma, Unione Cooperativa, 1896.
- Storia della Madonna della Grotta, Roma, Unione Cooperativa, 1896.
- Prime notizie sulla vita e sulle opere di Luigi Chitti economista, Firenze, Tip. Claudiana, 1902.
- La caduta di Gioacchino Murat e l'insurrezione della Calabria nel 1815, Cosenza, Tip. della Cronaca di Calabria, 1905.
- Cittanova nei fasti del Risorgimento italiano, Messina, Tip. S. Giuseppe, 1912.
- Il primo documento ufficiale sull'espugnazione del Forte di Vigliena del 13 giugno 1799, Roma, Tip. Unione Ed., 1912.
- La battaglia di Seminara del 21 giugno 1495 tra gli Aragonesi e gli Angioini, Polistena, Tip. Cristoforo Colombo, 1916.
- Il terzo centenario delle origini di Cittanuova, in provincia di Reggio Calabria, e le onoranze ai suoi caduti per la patria, Firenze, Tip. Domenicana, 1918.
- Il sovrano ordine di Malta e gli antichi suoi possedimenti in Calabria, Laureana di Borrello, Tip. Del Progresso, 1919.
- Biografia del dott. Placido Geraci, con onoranze e ricordi, Palmi, Tip. A. Genovesi & figli, 1921.
- Galleria biografica degli uomini e delle donne illustri e benemeriti delle Calabrie, varie città, vari editori, 1924-1928.
- Di Porto Oreste e degli scrittori che di essa parlarono, Palmi, Tip. A. Genovesi & figli, 1926.
- La confessione di Maddalena, ossia La fine dell'ultimo capo-brigante calabrese, Palmi, Tip. A. Genovesi & figli, 1927.
- Invocazione a S. Francesco di Paola, Polistena, Tip. Op. naz. Pro derelictis, 1927.
- Le battaglie di Seminara del 21 giugno 1495 e del 10 aprile 1503 tra gli Aragonesi e gli Angioini, Polistena, Tip. degli Orfanelli, 1928.
- Il canto del Pino, Taurianova, Calabria Nuova, 1938.